# Чисмена (река)
Чи́смена — река в Московской области России, левый приток Большой Сестры.
На карте Московской губернии 1860 года Ф. Ф. Шуберта и в «Каталоге рек и озёр Московской губернии» 1926 года И. А. Здановского — Чисьмена.
Длина — 10 км, в некоторых источниках указана как правый приток.
Берёт начало у Волоколамского шоссе между деревнями Шапково и Федюково, в 5 км к востоку от станции Чисмена Рижского направления Московской железной дороги. Протекает в северном направлении по дремучим хвойным лесам и на всём своём протяжении является границей между Истринским и Волоколамским районами. Впадает в Большую Сестру в 2 км к юго-востоку от деревни Пристанино.
Питание в основном происходит за счёт талых снеговых вод. Замерзает в ноябре — начале декабря, вскрывается в конце марта — апреле.
Населённых пунктов на реке нет.